# Tseng Li-cheng
Tseng Li-cheng (曾櫟騁), född den 26 december 1986, är en taiwanesisk taekwondoutövare.
Hon tog OS-brons i fjäderviktsklassen i samband med de olympiska taekwondo-turneringarna 2012 i London.